# Hubert Lauer
Hubert Lauer (* 10. Januar 1897 in Simmern; † 4. Oktober 1959 in Bad Tölz) war ein deutscher SS-Sturmbannführer und als Verwaltungsführer Leiter der Standortverwaltung im KZ Sachsenhausen.

## Leben
Hubert Lauer war Sohn eines Arbeiters. Nach der Volksschule begann er 1911 eine dreijährige Bürolehre in Kreisverwaltung. Im Ersten Weltkrieg meldete er sich freiwillig zum Militär, bei Fronteinsätzen in Frankreich und Belgien wurde er mehrfach verwundet. 1920 schied er aus der Reichswehr aus. Anschließend arbeitete er als Kraftfahrer der Schutzpolizei, von 1927 bis 1930 war er in städtischen Verwaltungen in Barmen und Berlin beschäftigt. 1930 trat er in den Dienst des Polizeipräsidiums Altona.
Im April 1935 stieg er  zum Polizei-Inspektor in der Wirtschaftsabteilung der Gestapo in Berlin auf. 1936 wurde er Mitglied der SS (SS-Nummer 291.721). Zum 1. Mai 1937 trat er der NSDAP bei (Mitgliedsnummer 5.865.585). Im Jahre 1937 wurde er Sachbearbeiter in der Inspektion der Konzentrationslager. Von Januar 1940 bis zur Auflösung des KZ Sachsenhausen im April 1945 war Lauer Verwaltungsführer der Standortverwaltung. Lauer war für die Versorgung der Häftlinge mit Nahrung und Kleidung verantwortlich.
Nach Kriegsende lebte Lauer unbehelligt in Berlin, bis er im Juni 1946 verhaftet wurde. Im Juli 1947 ein sowjetisches Militärtribunal verurteilte ihn zu 25 Jahren Arbeitslager. Seit 1949 verbüßte er seine Haft in den Gefängnissen Brandenburg und Bautzen. 1956 wurde er vorzeitig entlassen und siedelte mit seiner Ehefrau in Bad Tölz über. Der Staatsanwaltschaft Köln wurde gegen Lauer ermittelt. Die Ermittlungen wurden am 24. September 1962 eingestellt, da Lauer bereits verstorben war.